# John Money (général)
Pour les articles homonymes, voir Money.
John Money, né le 1752 dans le comté de Norfolk (Angleterre), mort le 26 mars 1817 à Trowse Hall (Angleterre), est un général et aérostier anglais de la Révolution française.

## États de service
Pionnier de l’arme aérienne et de la révolution, il étudie dans son pays la valeur du ballon de guerre depuis 1769. 
Il entre en service le 11 mars 1762, comme cornet dans le 6e régiment de dragons. Il est nommé major le 28 septembre 1781, et le 23 juillet 1785, il sera le premier aéronaute sinistré à être sauvé après cinq heures passées dans l’eau près de Yarmouth. Il est promu lieutenant-colonel le 18 novembre 1790.
Peu de temps après, il passe au service de la Belgique révoltée, comme major général, avant de rejoindre la France comme maréchal de camp le 19 juillet 1792. Le 29 août 1792, il sert dans l’armée de Belgique, et le 1er février 1793, il déserte et retourne en Angleterre.
Le 21 août 1795, il est nommé colonel, puis il devient major général le 18 juin 1798, et lieutenant général le 4 juin 1814.
Il est l’auteur de plusieurs ouvrages dont : 
- James Money, The History of the Campaign of 1792, Between the Armies of France and the Allies: with an Account of what Passed in the Thuilleries on the 10th of August, E.Harlow, 1794, 303 p.
- James Money, A Letter to the Right Hon. Wm. Windham, on the Defence of the Country, at the Present Crisis. [With a Map.], 1806, 75 p.

## Sources
- (en) « Generals Who Served in the French Army during the Period 1789 - 1814: Eberle to Exelmans »
- Côte S.H.A.T.: 4 YD 3900
- Antoine Jay, Etienne de Jouy et Jacques Marquet de Norvins, Biographie nouvelle des contemporains ou dictionnaire historique et raisonné de tous les hommes qui, depuis la Révolution française ont acquis de la célébrité par leurs actions…, tome 13, Paris, librairie historique, janvier 1823, 504 p. (lire en ligne), p. 444.